# Хатиман
Хатиман (яп. 八幡神) — синтоистский бог войны, покровительствующий героям во время битвы.
Кроме этого, у Хатимана есть черты морского божества, божества рисового поля и божества-покровителя кузнечного дела.
Под именем Хатимана обожествлён император Одзин (правил в 390—415 годах н. э.).
В Японии существует значительное число храмов, посвящённых Хатиману. Главный из них — Усадзингу в префектуре Оита.